# Meister des Altars von Geyer
Der Meister des Altars von Geyer ist ein Bildschnitzer des ausgehenden 15. Jahrhunderts. Sein Schaffen ist ein Beispiel der Sakralkunst im Sachsen der Spätgotik. 

## Leben
Eventuell ist der Meister des Altars von Geyer genauer um 1490 in Freiberg und Umgebung anzusiedeln, damals ein Zentrum der Bildschnitzkunst in Sachsen. Der namentlich nicht bekannte Meister erhielt seinen Notnamen nach seinen Schnitzereien für einen Altar der St.-Laurentius-Kirche in Geyer. Werk und Stil sowie künstlerische Fertigkeit des Meisters zeigen, dass sächsische Bildschnitzer auch Anregungen benachbarter Kulturlandschaften verarbeiteten.

## Werke (Auswahl)
- Vier Passionsrelieftafeln, Freiberg (Sachsen), Stadt- und Bergbaumuseum Freiberg